# Aeroporto Internazionale di Rochester
L'Aeroporto Internazionale di Rochester (IATA: RST, ICAO: KRST) è un aeroporto civile statunitense situato a 11 km a sud del centro di Rochester, nella contea di Olmsted, in Minnesota. L'aeroporto, situato a 401,4 m s.l.m. e utilizzato per voli domestici, dispone di un unico terminal passeggeri e di due piste in calcestruzzo: la prima con orientamento 13/31 lunga 2.754 metri, e la seconda con orientamento 2/20 lunga 2.225 metri.